# Neälggiejávrrie
Neälggiejávrrie är en sjö i Arvidsjaurs kommun i Lappland och ingår i Åbyälvens huvudavrinningsområde. Sjön har en area på 0,326 kvadratkilometer och ligger 377 meter över havet. Neälggiejávrrie ligger i Åbyälven Natura 2000-område.

## Delavrinningsområde
Neälggiejávrrie ingår i det delavrinningsområde (727761-168404) som SMHI kallar för Mynnar i Östra Kikkejaure. Medelhöjden är 391 meter över havet och ytan är 7,35 kvadratkilometer. Det finns inga avrinningsområden uppströms utan avrinningsområdet är högsta punkten. Vattendraget som avvattnar avrinningsområdet har biflödesordning 2, vilket innebär att vattnet flödar genom totalt 2 vattendrag innan det når havet efter 124 kilometer. Avrinningsområdet består mestadels av skog (65 procent) och sankmarker (30 procent). Avrinningsområdet har 0,33 kvadratkilometer vattenytor vilket ger det en sjöprocent på 4,4 procent.